# دونی گوتیه
دونی گوتیه (فرانسوی: Denis Gaultier‎؛ ‏ ۱۶۰۳ – ۱۶۷۲) آهنگساز و نوازندهٔ لوت اهل فرانسه و پسرعموی انمون گوتیه بود. وی یکی از نخستین آهنگسازانی است که در سبک تونبو، ترانه‌های سوگ و مرثیه ساخته‌است. امروزه اطلاع زیادی از آثار ساخته‌شده توسط او در دست نیست.